# Dulce Chacón

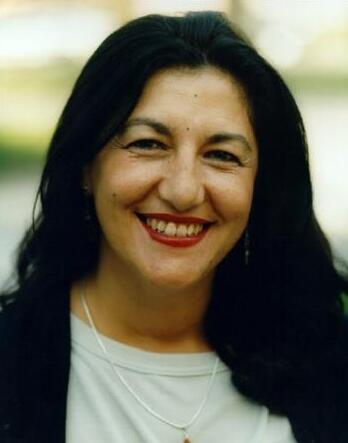
Dulce Chacón

Dulce Chacón (* 3. Juni 1954 in Zafra, Provinz Badajoz; † 3. Dezember 2003 in Madrid) war eine spanische Schriftstellerin.
Obwohl sie einer konservativen Familie entstammte, folgte sie später eher linken Idealen. So bemühte sie sich darum, die Archive der Exekutionen unter General Franco in das öffentliche Bewusstsein zu rücken und stellte sich gegen den Irak-Krieg.
Ihr Vater starb, als sie zwölf Jahre alt war. Die Mutter zog mit der Familie nach Madrid, und Dulce Chacón besuchte gemeinsam mit ihrer Zwillingsschwester ein Internat. Um diesen Veränderungen in ihrem Leben zu entfliehen, begann sie Poesie zu verfassen. Während ihrer Jugend las sie Paul Celan, Rainer Maria Rilke, César Vallejo und José Angel Valente; diese Autoren hatten starken Einfluss auf ihren persönlichen Stil.
Im Oktober 2003 wurde eine fortgeschrittene Krebserkrankung bei Dulce Chacón diagnostiziert. Sie starb am 3. Dezember desselben Jahres und hinterließ ihren Ehemann und zwei Söhne.

## Ehrungen und Preise
- 1995: Premio de Poesía Ciudad de Irún für  Contra el desprestigio de la altura
- 2000: XXIV Premio Azorín für Cielos de barro
- 2002: Premio Libro del Año 2002 für La voz Dormida

## Werke
Lyrik
- Querrán ponerle nombre. 1992.
- Las palabras de la piedra. 1993.
- Contra el desprestigio de la altura. 1995.
- Matar al ángel. 1999.
- Cuatro gotas. 2003.

Romane
- Algún amor que no mate. 1996.
- Blanca vuela mañana.
- Háblame, musa, de aquel varón. 1998.
- Cielos de barro. (dt.: Fandango im Schnee. 2004). 2000, ISBN 978-3-404-92229-1.
- La voz dormida. 2002.

Theater
- Algún amor que no mate.
- Segunda mano. 1998.

Kurzgeschichten
- Te querré hasta la muerte. 2003, S. 61–64. Cuentos.